# Saskia Olde Wolbers
Saskia Olde Wolbers (Breda, 25 juni 1971) is een Nederlands videokunstenaar, beeldhouwer en collagist. Ze woont en werkt in Londen. Van 2007 tot 2010 was ze als kunstdocent verbonden aan het Camberwell College of Art & Design en sinds 2013 is ze dat aan de Goldsmiths University, beide in Londen.

## Biografie
Olde Wolbers volgde in 1989 een cursus aan de Central Saint Martins College of Art and Design in Londen en slaagde in 1990 aan de Gerrit Rietveld Academie in Amsterdam voor haar bachelordiploma. Hierna vervolgde ze haar studie in Londen en behaalde ze in 1996 haar mastergraad in beeldende kunst aan de Chelsea School of Art and Design. Sindsdien is ze daar blijven wonen en werken.
Haar videokunstwerken beginnen met een voorbereiding van soms maandenlange handenarbeid, waarin ze een miniatuurwereld maakt, inclusief onderwaterwerelden, oppervlaktewater en door de lucht zwevende objecten. Vervolgens beweegt ze de videocamera door de veelal futuristisch aandoende werelden. De film wordt aangevuld met een vertelling over de hoofdpersonen via een voice-over.
Voor haar constructies gebruikt ze allerhande materialen als takjes en plastic voorwerpen. Voor details in het landschap als wortels, bollen en pegels gebruikt ze bijvoorbeeld aluminiumfolie. Daarnaast maakt ze kleine filmsets in bijvoorbeeld aquaria. Haar maquettes en ander constructies hebben vaak veel weg van computeranimaties.
In de loop van de jaren exposeerde ze wereldwijd, waaronder in Amsterdam (zoals in 2006 in het Stedelijk Museum), Londen, Gent, Berlijn, Kopenhagen, Genève, Toronto, Singapore en Tokio. Daarnaast deed ze mee aan tal van groepsexposities, waaronder aan de Biënnale van Athene. Over haar exposities zijn meerdere kunstboeken verschenen.
Van 2007 tot 2010 doceerde ze beeldhouwkunst aan het Camberwell College of Art & Design in Londen. Sinds 2013 is ze docent beeldende kunst aan de Goldsmiths University of London. Daarnaast was ze in de loop van de jaren gastdocent voor verschillende academische kunstopleidingen in Londen en Oxford, en gaf ze een lezing aan de Universiteit van Michigan. Ze won verschillende kunstprijzen, waaronder de Bâloise Prize (2003), de Beck’s Futures (2004), de First Base Award en in Nederland de Charlotte Köhler Prijs (2002) en Prix de Rome.
- Gemeinsame Normdatei: 122743350
- International Standard Name Identifier: 0000 0000 7864 4915
- Library of Congress Control Number: no2004112461
- Nationale Bibliotheek van Israël: 987007597466605171
- Nederlandse Thesaurus van Auteursnamen: 073852988
- PIC: 274840
- RKD-Nederlands Instituut voor Kunstgeschiedenis: 131016
- Système universitaire de documentation: 154046671
- Union List of Artist Names: 500478635
- Virtual International Authority File: 10735641
- WorldCat: E39PBJf4h6kkjFjWmy3QXbkFKd